# Liso Polje
Liso Polje (Servisch cyrillisch Лисо поље) is een plaats in de Servische gemeente Ub. De plaats telt 278 inwoners (2002).